# Paspalum lamprocaryon
Paspalum lamprocaryon är en gräsart som beskrevs av Karl Moritz Schumann. Paspalum lamprocaryon ingår i släktet tvillinghirser, och familjen gräs. Inga underarter finns listade i Catalogue of Life.